# Missió diplomàtica

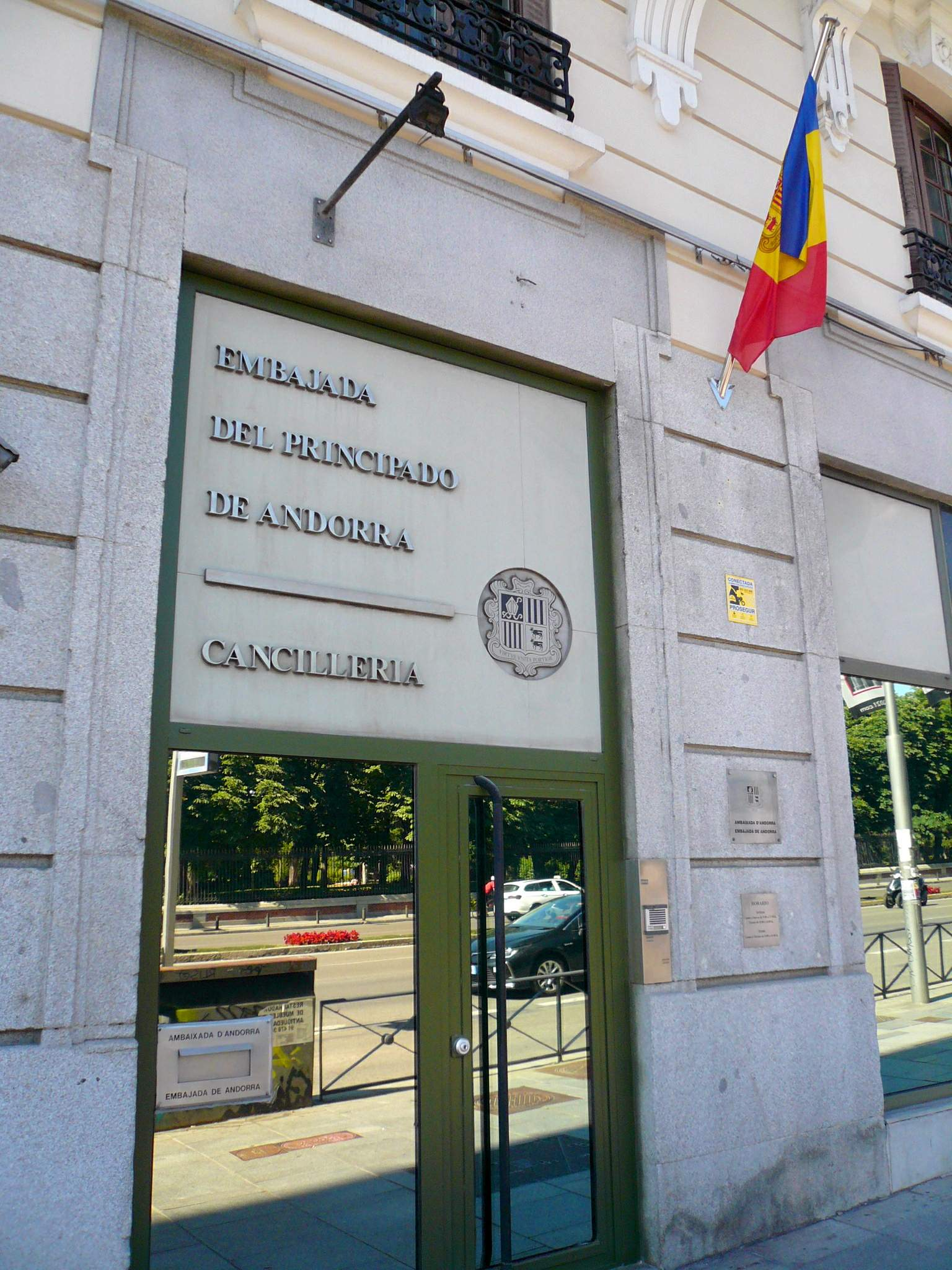
Ambaixada d'Andorra a Espanya, al carrer Alcalá de Madrid.

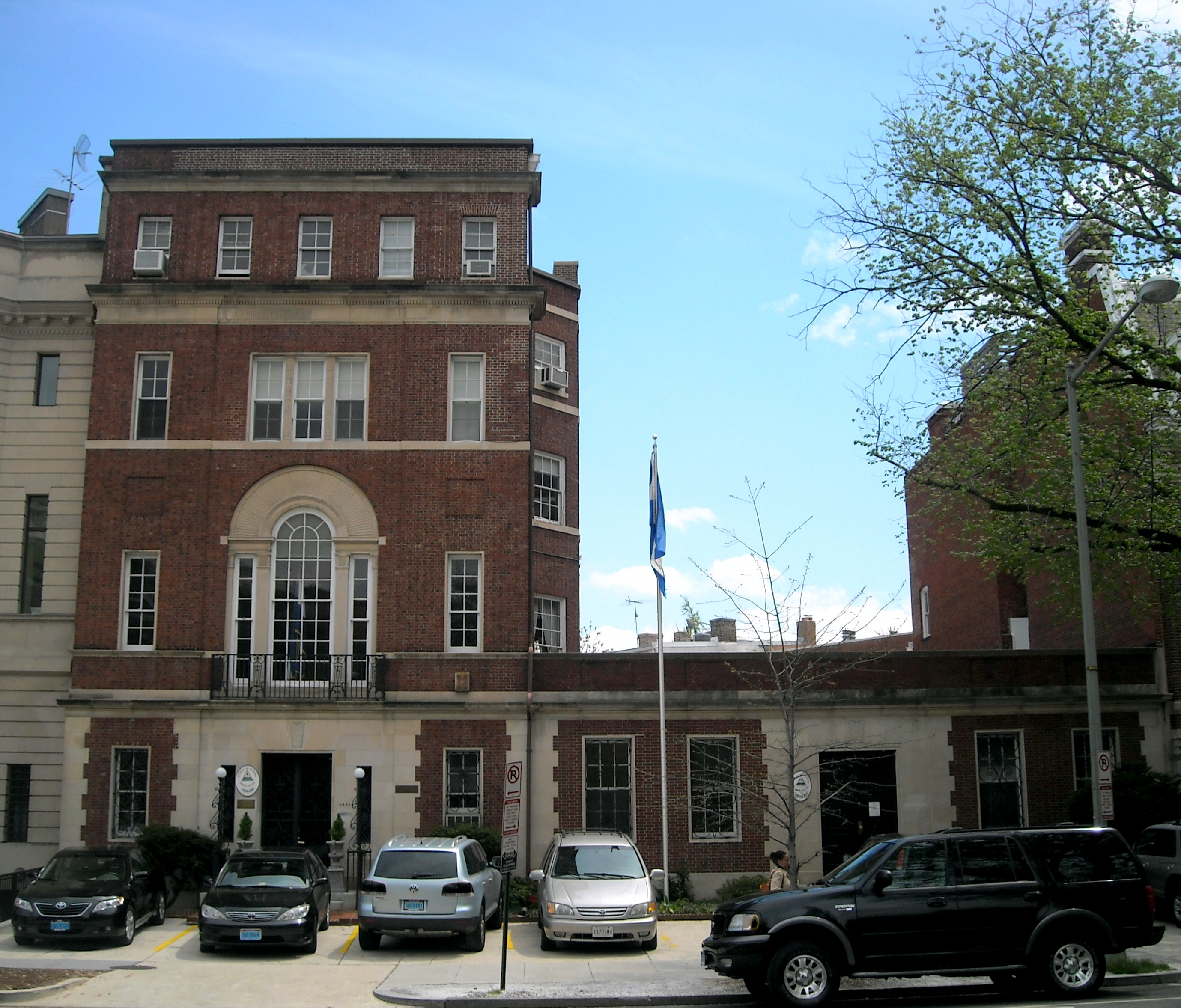
Ambaixada de Nicaragua a Washington.

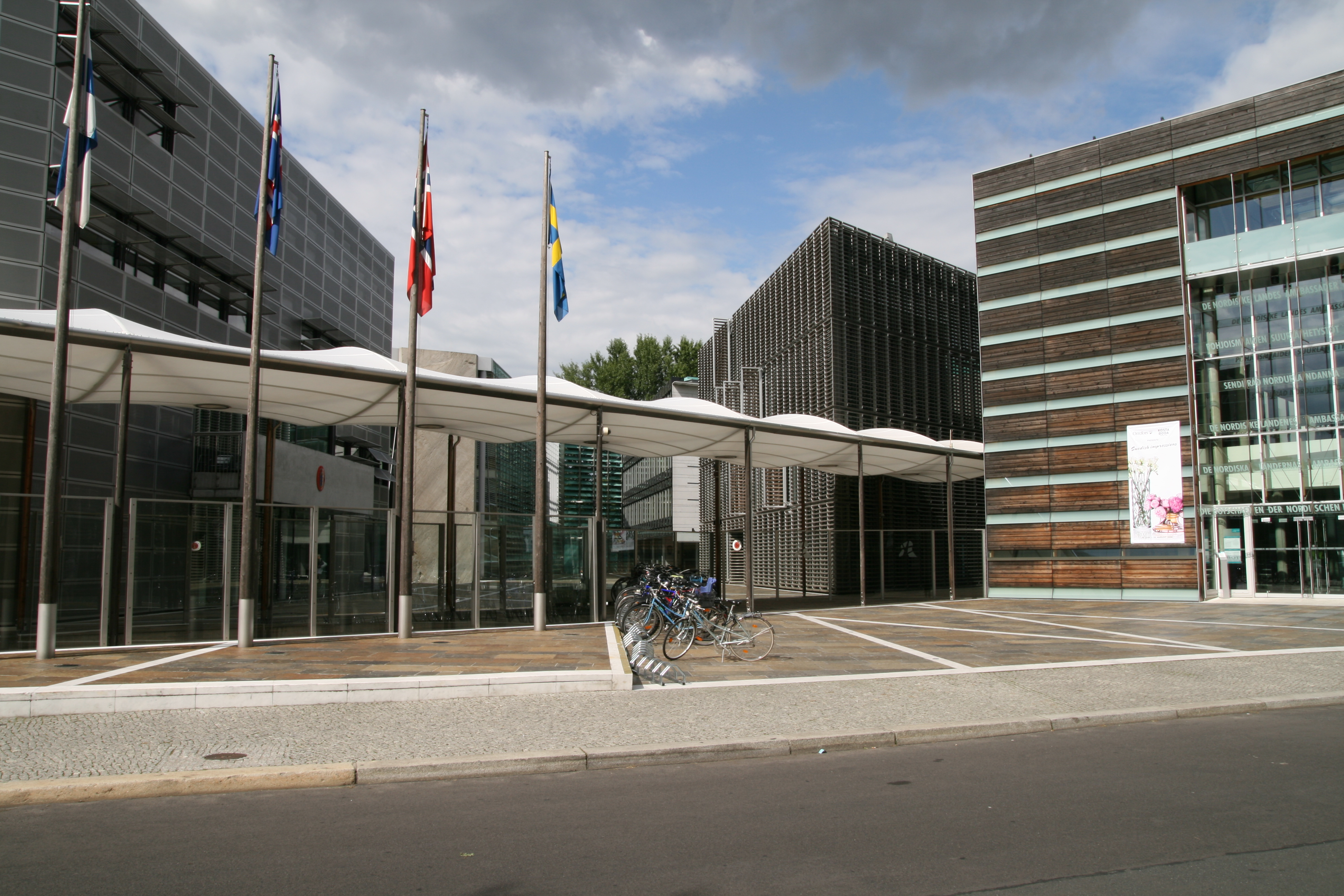
Múltiples ambaixades en un mateix lloc: les ambaixades de Dinamarca, Finlàndia, Islàndia, Noruega i Suècia en un conjunt a Berlín, Alemanya.

Una missió diplomàtica o una missió estrangera és un grup de persones que representen oficialment un estat o organització en un altre estat receptor o d'acollida. A la pràctica, la frase sol designar una ambaixada o una missió permanent, que és l'oficina principal dels representants diplomàtics d'un país a un altre país, normalment amb la seu a la capital de l'estat receptor, tot i que no necessàriament. Els consolats, d'altra banda, són missions diplomàtiques més petites que normalment es troben a les principals ciutats de l'estat receptor. A més de ser una missió diplomàtica al país on es troba, una ambaixada també pot ser una missió permanent no resident a un o més països.
El terme ambaixada s'utilitza de vegades de manera intercanviable amb la cancelleria, l'oficina física o el lloc d'una missió diplomàtica. En conseqüència, els termes "residència de l'ambaixada" i "oficina de l'ambaixada" s'utilitzen per distingir entre la residència de l'ambaixador i la cancelleria.

## Terminologia
Un país pot tenir diferents tipus de missions diplomàtiques en un altre país.
| Tipus            | Funció |
| ---------------- | --- |
| Ambaixada        | Missió diplomàtica generalment ubicada a la capital d'un altre país que ofereix una gamma completa de serveis, inclosos els serveis consulars. |
| Alta comissió    | Ambaixada d'un país de la Commonwealth situada en un altre país de la Commonwealth. |
| Missió permanent | Missió diplomàtica a una important organització internacional. |
| Consolat general | Missió diplomàtica ubicada en una ciutat important, normalment diferent de la capital, que ofereix una gamma completa de serveis consulars. |
| Consolat         | Missió diplomàtica semblant a un consolat general però que pot no oferir una gamma completa de serveis. |
| La legació       | Representació diplomàtica de rang inferior a una ambaixada. Quan una ambaixada estava encapçalada per un ambaixador, una legació estava encapçalada per un ministre . Els ambaixadors van superar els ministres i tenien preferència en els actes oficials. Les legacions eren originàriament la forma més comuna de missió diplomàtica, però van caure en desgracia després de la Segona Guerra Mundial i es van convertir en ambaixades. |
| Cònsol Honorari  | El cap d'una missió diplomàtica que només ofereix alguns serveis. |

El cap d'una ambaixada es coneix com a ambaixador o alt comissionat. El terme ambaixada s'utilitza habitualment també com a secció d'un edifici en què es duu a terme la tasca de la missió diplomàtica, però en sentit estricte, és la pròpia delegació diplomàtica la que és l'ambaixada, mentre que l'espai d'oficines i la tasca diplomàtica realitzada és anomenada la cancelleria. Per tant, l'ambaixada opera a la cancelleria.
Els membres d'una missió diplomàtica poden residir dins o fora de l'edifici que acull la cancelleria de la missió, i les seves residències particulars gaudeixen dels mateixos drets que els locals de la missió en matèria d'inviolabilitat i protecció.
Totes les missions a les Nacions Unides es coneixen simplement com a missions permanents, mentre que les missions dels estats membres de la UE a la Unió Europea es coneixen com a representacions permanents, i el cap d'aquesta missió sol ser alhora un representant permanent i un ambaixador. Les missions de la Unió Europea a l'estranger es coneixen com a delegacions de la UE. Alguns països tenen una nomenclatura més particular per a les seves missions i personal: una missió vaticana és dirigida per un nunci (en llatí "enviat") i coneguda com a nunciatura apostòlica. Sota el govern de Muammar Gaddafi, les missions de Líbia van utilitzar el nom d'oficina del poble, encapçalada per un secretari.
Les missions entre països de la Commonwealth es coneixen com a altes comissions, i els seus caps són alts comissionats. En termes generals, els ambaixadors i els alts comissionats es consideren equivalents en estatus i funció, i les ambaixades i les altes comissions es consideren missions diplomàtiques.
En el passat, una missió diplomàtica encapçalada per un funcionari de rang inferior (un enviat o un ministre resident) era coneguda com a legació. Atès que els rangs d'enviat i de ministre resident són efectivament obsolets, la designació de legació ja no es troba entre els rangs diplomàtics utilitzats en la diplomàcia i les relacions internacionals.
Un consolat és similar, però no és el mateix que una oficina diplomàtica, però es centra en el tracte amb persones i empreses individuals, tal com es defineix a la Convenció de Viena sobre Relacions Consulars. Un consolat o consolat general és generalment un representant de l'ambaixada en locals fora de la capital. Per exemple, Filipines té la seva ambaixada als Estats Units a la capital d'aquest últim, Washington, DC, però també manté set consolats generals i quatre consolats a altres llocs dels EUA. La persona responsable d'un consolat o consolat general es coneix com a cònsol o cònsol general, respectivament. També es poden oferir serveis similars a l'ambaixada (per donar servei a la regió de la capital) en el que normalment s'anomena secció consular.
En casos de disputes, és habitual que un país revoqui el seu cap de la missió com a senyal del seu malestar. Això és menys dràstic que tallar completament les relacions diplomàtiques, i la missió continuarà operant amb més o menys normalitat, però passarà a estar dirigida per un encarregat de negocis amb cartes de gabinet (normalment el cap adjunt de la missió) que pot tenir poders limitats. Un encarregat de negocis ad interim també dirigeix la missió durant l'interí entre el final del mandat d'un cap de missió i el començament d'un altre.

## Extraterritorialitat
El dret Internacional concedeix a les missions diplomàtiques l'estatus extraterritorial, per tant, tot i que pertanyen al territori de la nació amfitriona, estan deslligades de les lleis locals i, en gairebé totes les situacions, són tractades com a part del territori del país al qual pertanyen. El Conveni de Viena de 18 d'abril del 1961 defineix els tipus de missió diplomàtica i les seves funcions.
Contràriament a la creença popular, no sempre és així ni de manera absoluta. Les missions diplomàtiques de vegades no gaudeixen d'un estatus extraterritorial complet i, en general, no són territori sobirà de l'estat representat. L'estat que envia pot donar a les ambaixades l'estatus de sobirania, però això només passa amb una minoria de països. Més aviat, les instal·lacions d'una ambaixada romanen sota la jurisdicció de l'estat amfitrió mentre se'ls concedeix privilegis especials (com ara la immunitat de la majoria de les lleis locals) per la Convenció de Viena sobre Relacions Diplomàtiques. Els mateixos diplomàtics encara conserven la immunitat diplomàtica total i (com a adherits a la Convenció de Viena) les autoritats del país amfitrió no poden entrar a les instal·lacions de la missió (que significa la residència del cap de missió) sense el permís del país representat, fins i tot per apagar un foc. Les normes internacionals designen un atac a una ambaixada com un atac al país que representa. El terme "extraterritorialitat" s'aplica sovint a les missions diplomàtiques, però normalment només en aquest sentit més ampli.
Com que les autoritats del país d'acollida no poden entrar a l'ambaixada del país representant sense permís, de vegades les ambaixades les fan servir els refugiats que escapen del país d'acollida o d'un tercer país. Per exemple, els ciutadans nord-coreans, que serien arrestats i deportats de la Xina en ser descoberts, han buscat refugi a diverses ambaixades de tercers països a la Xina. Un cop dins de l'ambaixada, es poden utilitzar els canals diplomàtics per resoldre el problema i enviar els refugiats a un altre país. Hi ha molts casos destacats de persones refugiades en una missió diplomàtica.
Les violacions notables de l'extraterritorialitat de l'ambaixada inclouen les repetides invasions de l'ambaixada britànica a Pequín (1967), la crisi dels ostatges a l'ambaixada nord-americana a Teheran, Iran (1979–1981) i la crisi dels ostatges de l'ambaixada japonesa a la residència de l'ambaixador a Lima., Perú (1996–1997).

## Funcions

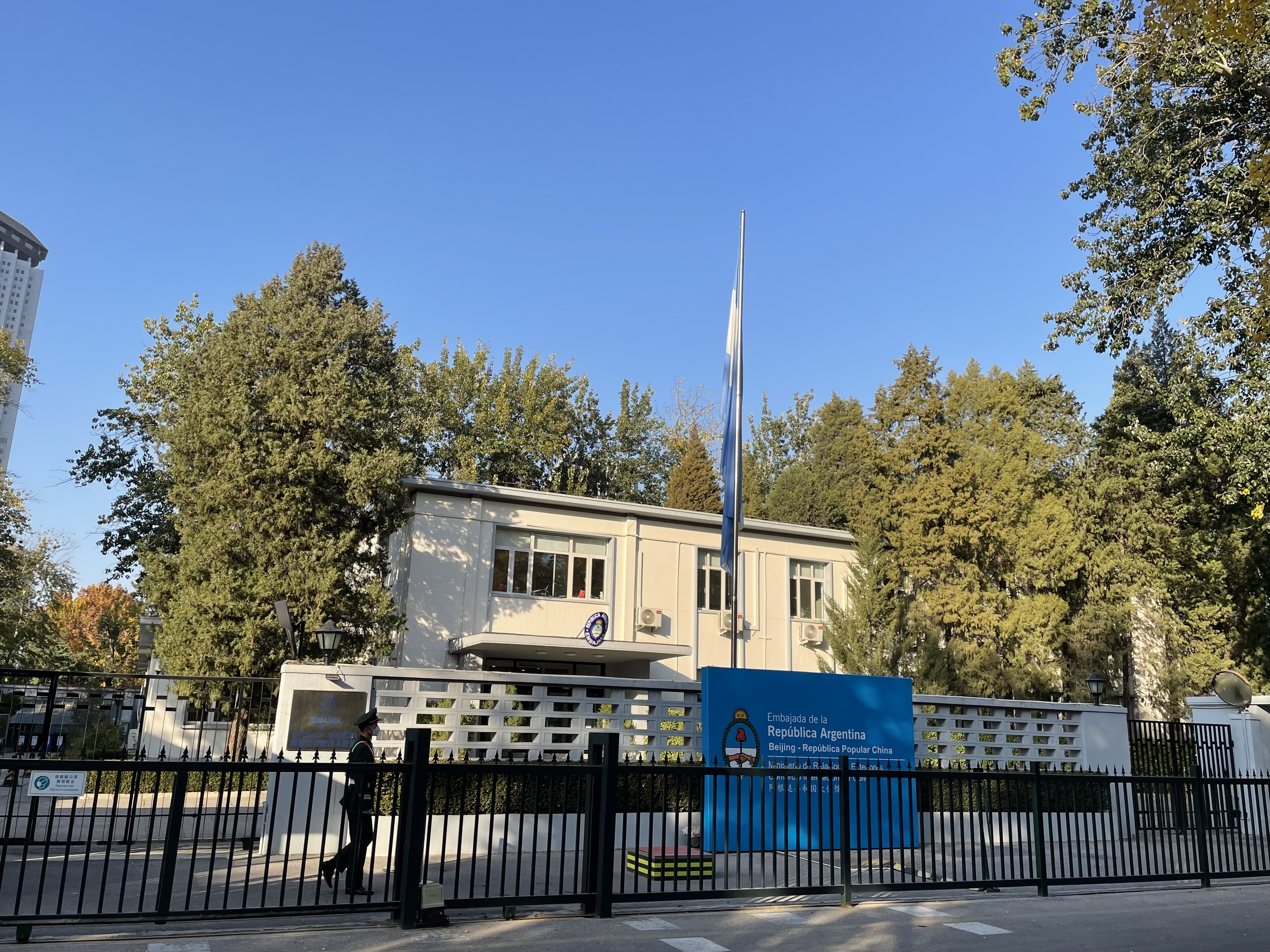
Ambaixada d'Argentina, Beijing, Xina

El paper bàsic d'una missió diplomàtica és representar i salvaguardar els interessos del país d'origen i dels seus ciutadans al país d'acollida. Segons la Convenció de Viena sobre Relacions Diplomàtiques de 1961, que estableix el marc de la diplomàcia entre estats sobirans: Les funcions d'una missió diplomàtica consisteixen, entre d'altres, a representar l'Estat que envia a l'Estat receptor; protegir en l'Estat receptor els interessos de l'Estat que envia i dels seus nacionals, dins dels límits permesos pel dret internacional; negociar amb el govern de l'estat receptor; determinar per tots els mitjans lícits les condicions i l'evolució de l'estat receptor i informar-ne al govern de l'estat que envia; promoure les relacions amistoses entre l'Estat que envia i l'Estat receptor, i desenvolupar les seves relacions econòmiques, culturals i científiques.
Les missions diplomàtiques entre membres de la Commonwealth de Nacions no s'anomenen ambaixades, sinó altes comissions, perquè les nacions de la Commonwealth comparteixen una relació diplomàtica especial. En general, s'espera que una ambaixada d'un país de la Commonwealth en un país que no sigui de la Commonwealth faci tot el possible per oferir serveis diplomàtics als ciutadans d'altres països de la Commonwealth si el país del ciutadà no té una ambaixada en aquest país. Els nacionals canadencs i australians gaudeixen d'una cooperació encara més gran entre els seus respectius serveis consulars, tal com s'indica a l'Acord de Compartició de Serveis Consulars Canadà-Austràlia. El mateix tipus de procediment també el segueixen multilateralment els estats membres de la Unió Europea (UE). Els ciutadans europeus que necessiten ajuda consular en un país sense representació diplomàtica o consular del seu propi país poden recórrer a qualsevol missió consular o diplomàtica d'un altre estat membre de la UE (art. 23 TFUE).

## Múltiples missions en una ciutat
Algunes ciutats poden acollir més d'una missió del mateix país.
A Roma, molts estats mantenen missions separades tant a Itàlia com a la Santa Seu. No és costum que aquestes missions comparteixin locals ni personal diplomàtic. Actualment, només les ambaixades de l'Iraq i els Estats Units a Itàlia i la Santa Seu comparteixen locals; tanmateix, es nomenen ambaixadors separats, un per a cada país. En el cas de les agències alimentàries de l'ONU, l'ambaixador a la República Italiana sol estar acreditat com a representant permanent. Els Estats Units mantenen una missió separada davant les agències de l'ONU, dirigida pel seu propi ambaixador, però es troba al recinte que acull les seves ambaixades a Itàlia i la Santa Seu.
Diverses ciutats acullen tant ambaixades/consolats com representants permanents a organitzacions internacionals, com ara la ciutat de Nova York (Nacions Unides), Washington, DC (Organització dels Estats Americans), Jakarta (ASEAN) i Brussel·les (Unió Europea i Organització del Tractat de l'Atlàntic Nord).
En alguns casos, una ambaixada o consolat es divideix entre dues ubicacions de la mateixa ciutat: per exemple, Calcuta, a l'Índia, acull dos alts comissions adjunts de Bangla Desh, un al Park Circus i un altre, obert més tard, al carrer Mirza Ghalib, per reduir la massificació.

## Oficines no diplomàtiques
Els governs dels estats no reconeguts per l'estat receptor i dels territoris que no pretenguin ser estats sobirans poden establir oficines a l'estranger que no tinguin un estatus diplomàtic oficial tal com el defineix la Convenció de Viena. En són exemples les oficines de representació econòmica i cultural de Taipei que representen el govern de la República de la Xina; les oficines de representació de Somalilàndia a Londres, Addis Abeba, Roma i Washington, DC; les oficines econòmiques i comercials de Hong Kong i Macau que representen els governs d'aquests dos territoris. Aquestes oficines assumeixen algunes de les funcions no diplomàtiques de les oficines diplomàtiques, com ara la promoció dels interessos comercials i la prestació d'assistència als seus ciutadans i residents. No obstant això, no són missions diplomàtiques, el seu personal no és diplomàtic i no disposa de visats diplomàtics, tot i que hi pot haver legislació que prevegi immunitats personals i privilegis fiscals, com és el cas de les oficines de Hong Kong a Londres i Toronto o l'oficina de Macau a Lisboa, per exemple. Tampoc tenen el rang d'ambaixades les anomenades delegacions de Catalunya a l'exterior.